# Phạm Nam Tiến
Phạm Nam Tiến (sinh ngày 1 tháng 11 năm 1968) là nhà báo, chính trị gia nước Cộng hòa xã hội chủ nghĩa Việt Nam. Ông hiện là Ủy viên Thường trực Ủy ban Văn hóa, Giáo dục của Quốc hội, Phó Chủ tịch Nhóm nghị sĩ hữu nghị Việt Nam – New Zealand, Đại biểu Quốc hội khóa XV từ Đắk Nông. Ông từng là Ủy viên chuyên trách của Ủy ban này; Vụ trưởng Vụ Địa phương II, Ban Nội chính Trung ương Đảng Cộng sản Việt Nam.
Phạm Nam Tiến là đảng viên Đảng Cộng sản Việt Nam, học vị Cử nhân Báo chí, Cử nhân Lý luận chính trị, Thạc sĩ Quản trị kinh doanh. Ông có sự nghiệp nhiều năm công tác trong ngành phát thanh – truyền hình, tham gia nhiều cơ quan trước khi tập trung hoạt động tại Quốc hội.

## Xuất thân và giáo dục
Phạm Nam Tiến sinh ngày 1 tháng 11 năm 1968 tại xã Khánh Mậu, huyện Yên Khánh, tỉnh Ninh Bình. Ông lớn lên và tốt nghiệp phổ thông ở Yên Khánh, học đại học và tốt nghiệp Cử nhân Báo chí, học cao học và có bằng Thạc sĩ Quản trị kinh doanh. Ông được kết nạp Đảng Cộng sản Việt Nam vào ngày 26 tháng 11 năm 2010, trở thành đảng viên chính thức sau đó 1 năm, từng theo học các khóa chính trị ở Học viện Chính trị Quốc gia Hồ Chí Minh và tốt nghiệp Cử nhân lý luận chính trị. Hiện ông thường trú ở phường Dịch Vọng, quận Cầu Giấy, thành phố Hà Nội.

## Sự nghiệp
Tháng 2 năm 1987, Phạm Nam Tiến nhập ngũ Quân đội nhân dân Việt Nam, là Binh nhì của Lữ đoàn 368, Quân đoàn 1. Ông tại ngũ cho đến năm 1990 thì xuất ngũ, được phân công về Đài Phát thanh Truyền hình Hà Nam Ninh làm Biên tập viên, công tác gần 10 năm. Vào tháng 10 năm 1999, ông được điều tới Trung tâm Thông tin khoa học kỹ thuật hóa chất của Tổng công ty Hóa chất Việt Nam, tiếp tục là Biên tập viên. Sang tháng 11 năm 2000, ông tiếp tục được điều chuyển, tới Đài Truyền hình Việt Nam, lần lượt là Phát thanh viên, Biên tập viên, Ban Thư ký biên tập của Đài Truyền hình. Tháng 10 năm 2008, ông được bổ nhiệm làm Phó Trưởng Ban Nghiệp vụ – Chuyên môn, Cổng Thông tin điện tử Chính phủ của Văn phòng Chính phủ, giữ vị trí này 2 năm thì tới Đài Tiếng nói Việt Nam làm Phó Giám đốc Cơ quan thường trú khu vực đồng bằng sông Cửu Long từ tháng 7 năm 2012.
Tháng 3 năm 2013, Phạm Nam Tiến được luân chuyển tới Ban Nội chính Trung ương Đảng Cộng sản Việt Nam, nhậm chức Phó Vụ trưởng, phụ trách Tạp chí Nội chính. Đến tháng 11 năm 2018, ông chuyển vị trí làm Phó Vụ trưởng Vụ Theo dõi công tác phòng, chống tham nhũng, tiếp tục chuyển chức làm Phó Vụ trưởng Phụ trách Vụ Địa phương II từ tháng 2 năm 2020. Sang tháng 9 năm 2020, ông được thăng chức làm Vụ trưởng Vụ Địa phương II, Ban Nội chính Trung ương. Năm 2021, với sự giới thiệu của Ban Nội chính Trung ương, ông tham gia ứng cử đại biểu Quốc hội từ Đắk Nông, tại đơn vị bầu cử số 2 gồm thành phố Gia Nghĩa, huyện Đắk Glong, Đắk R'lấp, Tuy Đức, Đắk Song, rồi trúng cử Đại biểu Quốc hội khóa XV với tỷ lệ 84,69%. Tháng 7 năm 2021, ông được phê chuẩn làm Ủy viên chuyên trách Ủy ban Văn hóa, Giáo dục của Quốc hội, Phó Chủ tịch Nhóm nghị sĩ hữu nghị Việt Nam – New Zealand từ tháng 11 cùng năm, rồi đến tháng 12 năm 2022 thì nhậm chức Ủy viên Thường trực của Ủy ban này.